# Cmentarz żydowski w Sulęcinie
Cmentarz żydowski w Sulęcinie – powstał na początku XIX wieku. Do naszych czasów przetrwało jedynie kilka nagrobków (najstarszy pochodzi z 1818 roku), brama oraz fragment ogrodzenia. Ma powierzchnię 0,13 ha. Znajduje się przy al. Zawadzkiego. W 2003 teren nekropolii został uporządkowany.